# Алтамонт (Илиноис)
Алтамонт (енгл. Altamont) град је у америчкој савезној држави Илиноис. По попису становништва из 2010. у њему је живело 2.319 становника.

## Демографија
Према попису становништва из 2010. у граду је живело 2.319 становника, што је 36 (1,6%) становника више него 2000. године.
| Група             | 2000.         | 2010.         |
| Белци             | 2.260 (99,0%) | 2.297 (99,1%) |
| Афроамериканци    | 2 (0,1%)      | 3 (0,1%)      |
| Азијати           | 0 (0,0%)      | 0 (0,0%)      |
| Хиспаноамериканци | 8 (0,4%)      | 12 (0,5%)     |
| Укупно            | 2.283         | 2.319         |